# Burg Kostomlaty
Die Burg Kostomlaty (auch Kostomlaty pod Milešovkou, Sukoslav, deutsch Kostenblatt) befindet sich im linkselbischen Böhmischen Mittelgebirge in Tschechien. Von der einstigen gotischen Höhenburg sind heute nur noch Teile des Bergfriedes, des Palas und der Mantelmauern erhalten.

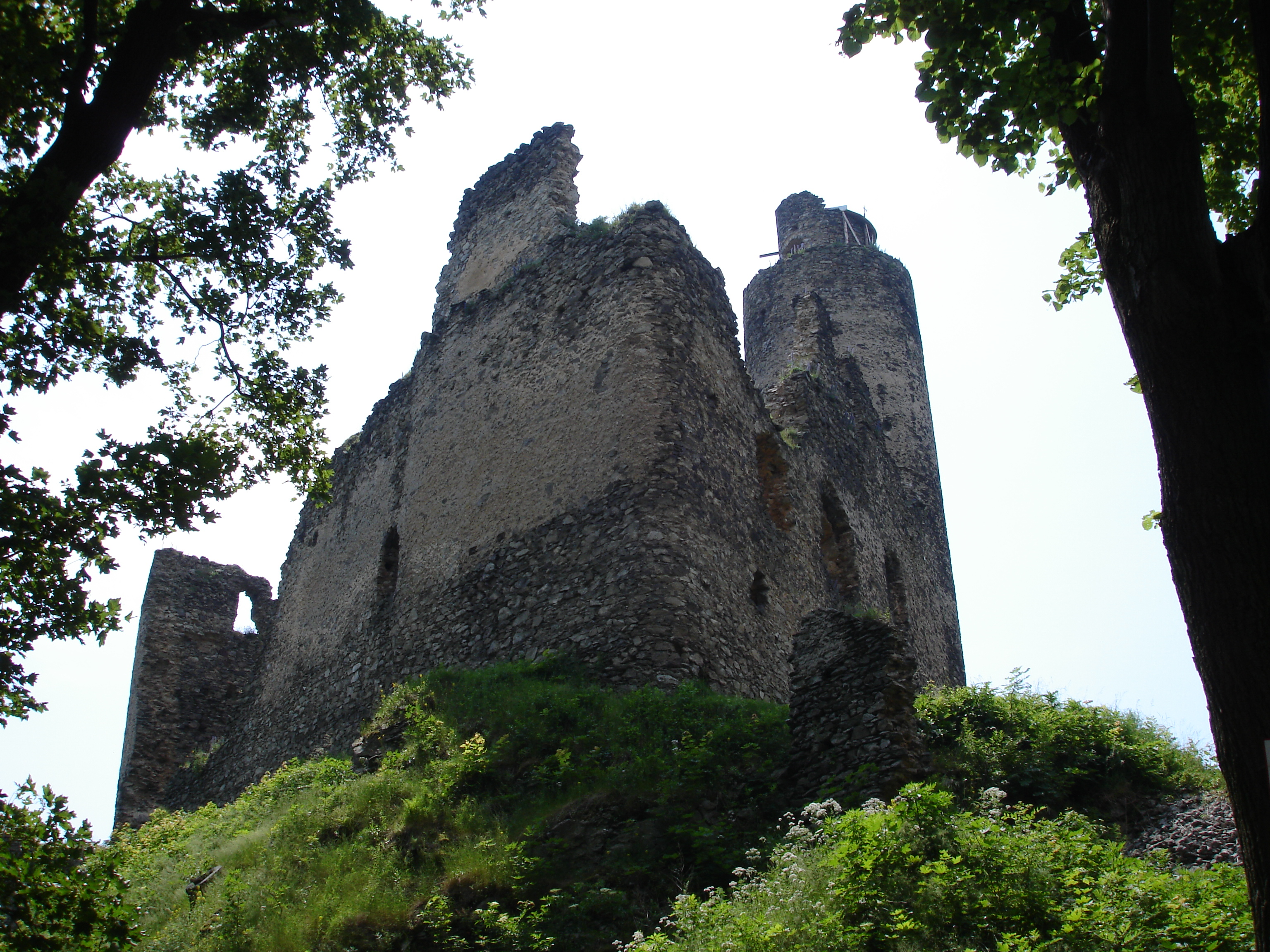
Palas und Bergfried

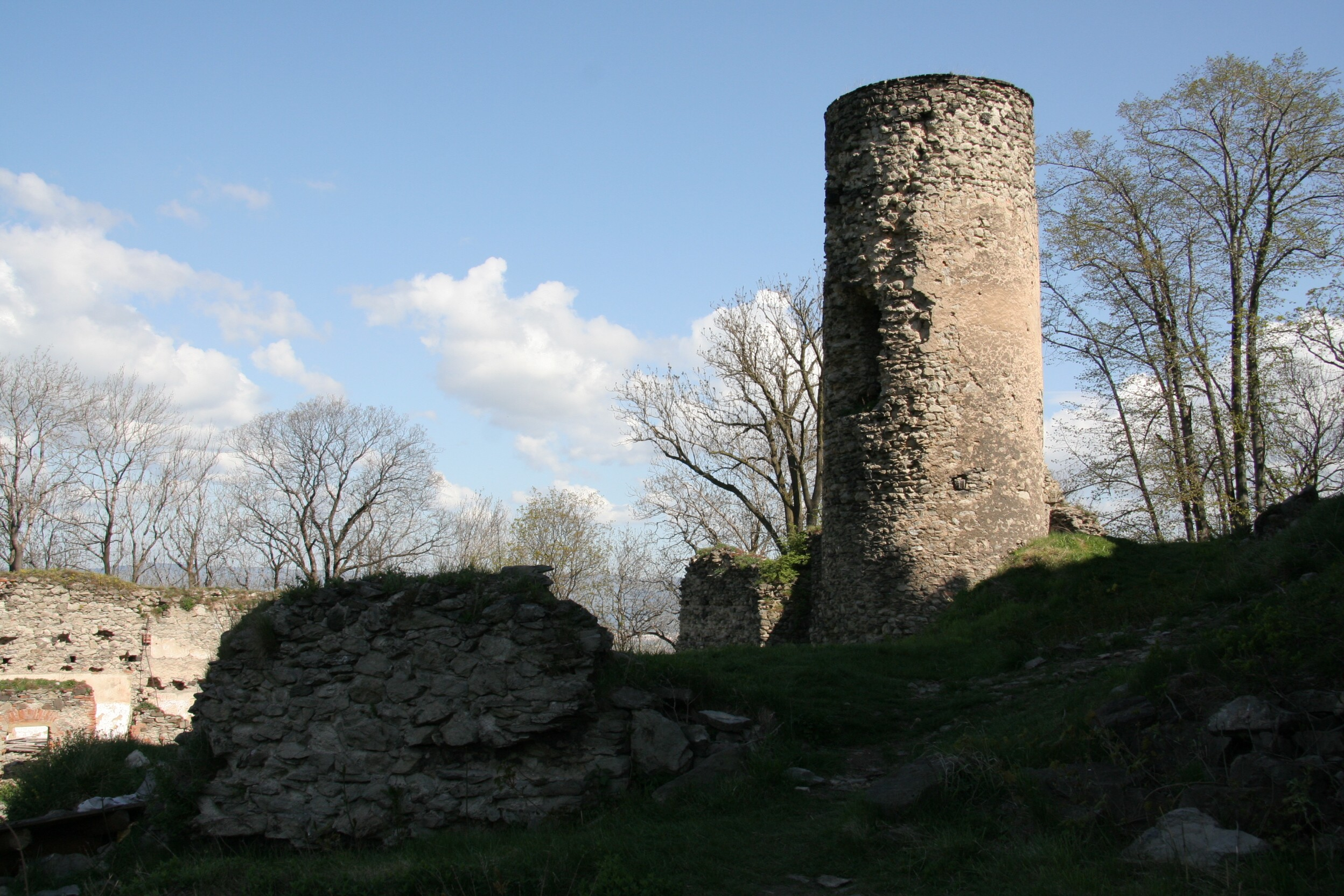
Kostomlaty, Burgruine

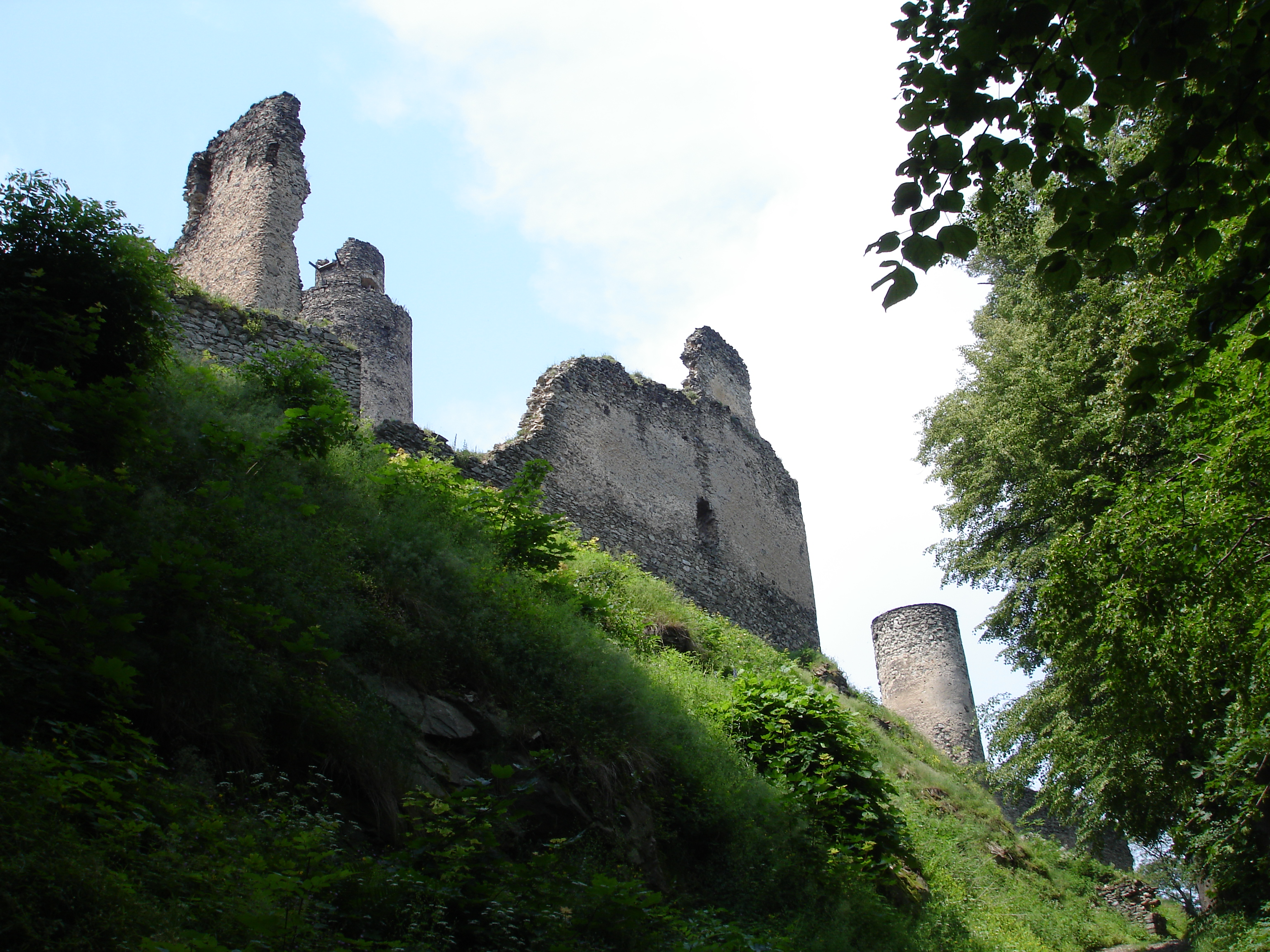
Blick vom Zugangsweg

## Lage und Umgebung
Die Burg Kostomlaty liegt südöstlich der gleichnamigen Gemeinde Kostomlaty pod Milešovkou (Kostenblatt) auf der Spitze einer Bergkuppe.

## Geschichte
Gegründet wurde die Burg Anfang des 14. Jahrhunderts durch die Herren von Ossegg. 1333 ging die Burg mit einigen Dörfern als Lehen an Chotěbor von Hirschstein über. Kaiser Karl IV. – seinerzeit noch Markgraf von Mähren – kaufte die Burg 1335.
In den folgenden Jahrzehnten wechselte die Anlage noch mehrfach den Besitzer. 1370 war Habart der Ältere von Žerotín Burgherr. Seine Nachfolger verkauften die Burg 1388 an Heinrich Škopek von Dubá. Albrecht Škopek von Dubá konnte die Burg gegen die Hussiten halten. Im Jahr 1434 wurde die Burg während der Belagerung durch ein hussitisches Heer unter Jakoubek z Vřesovic schwer beschädigt. Jakoubek z Vřesovic wird 1435 als Halter der Burg genannt, er siegte im Eigentumsstreit um die Burg gegen die Herren von Dubá und seine Nachfahren bezeichneten sich bereits als Kostomlater von Vřesovice.
Anfang des 17. Jahrhunderts befand sich die Burg im Eigentum von Peter und Oldřich Kostenblatt von Vřesovice, die sie jedoch nicht mehr zu Wohnzwecken nutzen. 1606 wurde die Burg als unbewohnt erwähnt, wobei nur zwei Basteien ein Dach hatten. In den folgenden Jahrzehnten verfiel die Burganlage weiter.
1841 fanden erste Erhaltungsarbeiten an der Burgruine statt. Der untere Hof wurde instand gesetzt, der Bergfried wurde als Aussichtsturm zugänglich gemacht. Später wurde im Burghof auch eine Ausflugsgaststätte eingerichtet. Nach der Vertreibung der deutschen Bevölkerung aus Böhmen 1945 verfielen die touristischen Anlagen. Erst in jüngerer Zeit fanden wieder Erhaltungsmaßnahmen im Burgareal statt. Der Bergfried ist über steile Stiegen wieder begehbar, im Vorhof der Burg wird über einen Imbiss die gastronomische Versorgung sichergestellt.

## Wege zur Burg
- Die Burg Kostomlaty ist von der gleichnamigen Gemeinde aus über eine grün markierte Wanderroute zu erreichen.
- Als bequemer Zugang kann auch ein Fahrweg dienen, welcher seinen Ausgangspunkt an der Verbindungsstraße Kostomlaty–Milešov (Milleschau) hat.